# Heinrich Parler
Heinrich Parler von Gmünd il Vecchio (1300 circa – Schwäbisch Gmünd, 1387) è stato un architetto tedesco.

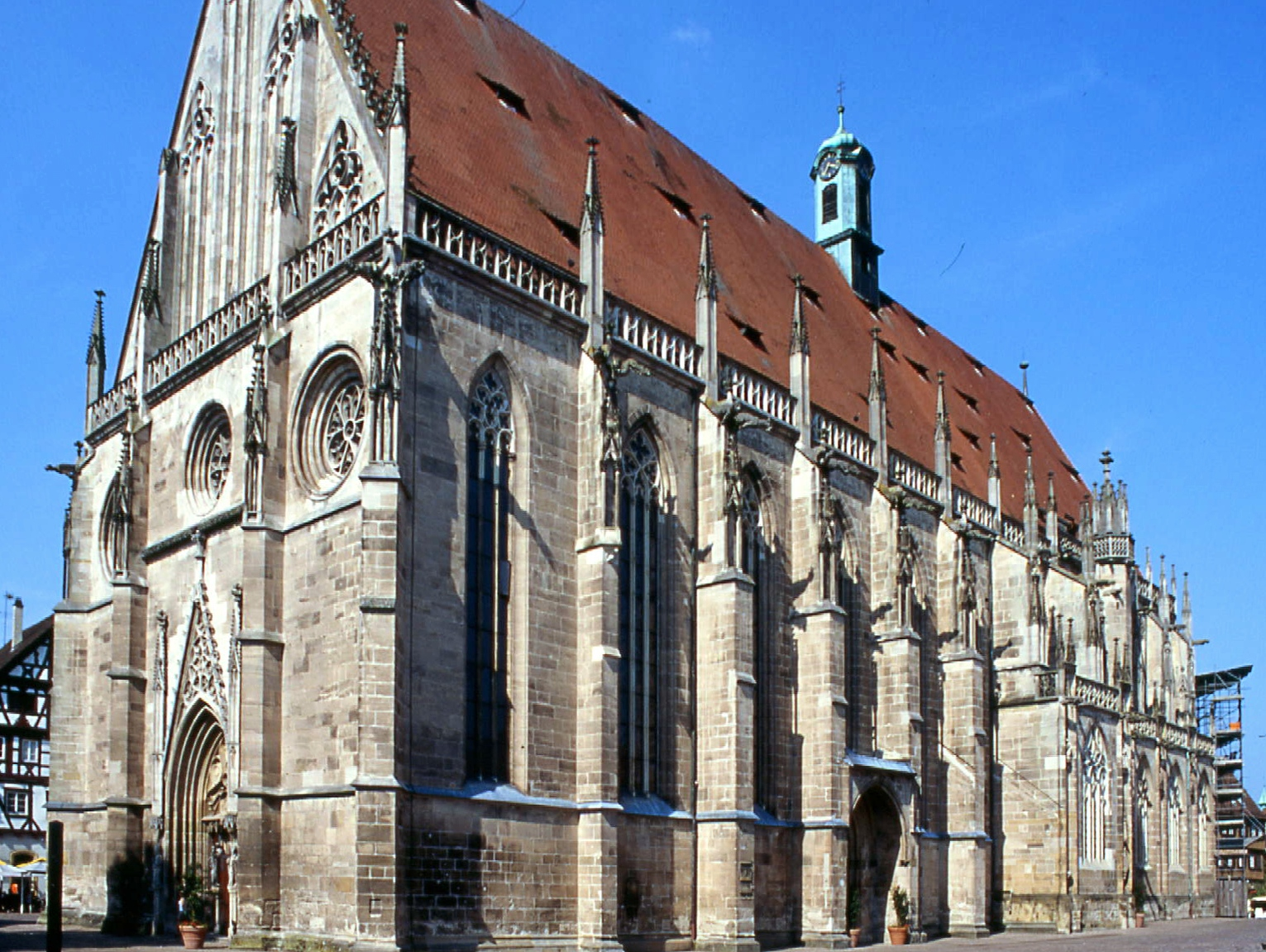
Vista da sudovest della navata della Cattedrale della Santa Croce a Schwäbisch Gmünd

Noto anche come Heinrich von Gemünd der Älter, Arler, Parlerius, Parlerz, fu capostipite della celebre famiglia dei Parler, ai cui membri si devono molte importanti fabbriche dell'Architettura gotica in Europa, quali il Duomo di Colonia, la Cattedrale di Ulma, la Cattedrale di Praga, la Cattedrale di Strasburgo, Duomo di Vienna.

## Biografia
Heinrich Parler potrebbe aver avuto un fratello, il Maestro Pietro di Reutlingen (Peter von Reutlingen), che probabilmente costruì la Chiesa di S. Maria e la chiesa di San Nicola a Reutlingen.
Suo figlio maggiore, Johann Parler il Vecchio, lavorò come costruttore per il Convento di Zwettl e la Cattedrale di Basilea.
Fu anche il padre di Peter Parler, che fu uno dei più grandi architetti del Gotico.

## Opere
Heinrich, che era probabilmente originario di Colonia, costruì la prima grande Hallenkirche (chiesa a sala) per importanza storico-artistica della Germania meridionale.
Essa fu la prima opera di costruzione della famiglia Parler.
Assunse la gestione della costruzione della Cattedrale della Santa Croce a Schwäbisch Gmünd tra il 1325 e il 1330; il suo nome è citato in un documento del 1356.
Nel 1315 modificò il progetto della chiesa già in costruzione. Nel 1351 iniziò la costruzione del coro, che, già dalle prime pietre, lo si vedeva essere realizzato in stile gotico. 
Heinrich lavorò anche a Colonia, ove suo figlio Peter non lavorò da solo: infatti, lavorarono assieme sia a Colonia sia alla Cattedrale della Santa Croce in Gmünd. Heinrich non fece in tempo a vedere l'inaugurazione della Cattedrale della Santa Croce, che ebbe luogo solamente nel 1410.
Opere non certamente sue sono il coro del Duomo di Augusta e il progetto per la Cattedrale di Ulma.